# 닉 반 엑셀

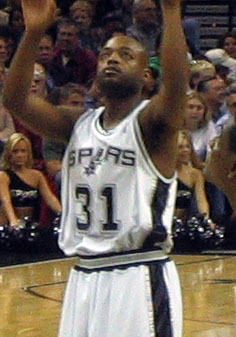
2005년 스퍼스에서 뛰는 모습

닉 반 엑셀(Nick Van Exel, 본명: 니키 맥스웰 반 엑셀, Nickey Maxwell Van Exel, 1971년 11월 27일 ~ )은 미국의 프로 농구 코치이자 NBA(전미 농구 협회) 애틀랜타 호크스의 보조 코치로 마지막으로 재직했던 전직 선수이다. 반 엑셀은 1993년부터 2006년까지 6개의 NBA 팀에서 뛰었다. 1998년 로스앤젤레스 레이커스에서 NBA 올스타였다.
반 엑셀은 신시내티 베어캣츠(Cincinnati Bearcats)에서 대학 농구를 했으며 1993년 3학년 때 올 아메리칸 3군에 선정되었다. 1993년 NBA 드래프트 2라운드에서 레이커스에 지명되었다. 첫 시즌에 NBA 올루키 세컨드 팀에 이름을 올렸다.

## 어린 시절과 교육
반 엑셀은 주로 그의 어머니 조이스(Joyce)에 의해 자랐다. 위스콘신주 커노샤에 있는 사립 고등학교인 세인트 조셉 고등학교에 다녔다. 1987년부터 1989년까지 활약해 선배 시절 772득점을 포함해 1,282득점을 기록했다. 자신의 팀이 두 해 동안 결승전에서 패했을 때 주니어와 시니어로서 득점 부문에서 WISAA(사립 학교) 주립 토너먼트를 이끌었다. AP(Associated Press) 올스테이트 팀에 시니어로 지명되었다.